# Bagsværd Boldklub
Bagsværd Boldklub er en dansk fodboldklub beliggende i Bagsværd, Gladsaxe Kommune. Klubbens hjemmebane er Bagsværd Stadion, som har en opvisningsbane og et nyt kunstgræsanlæg, som stod færdigt i foråret 2011.

## Trænerstab
- Cheftræner: Jeff Holden
- Holdleder: Per Edvardsen
- Målmandstræner: Thomas Tobias Seidelin

## Ekstern henvisning
- Bagsværd Boldklubs officielle hjemmeside

| Fodbold | Spire Denne artikel om en dansk fodboldklub er en spire som bør udbygges. Du er velkommen til at hjælpe Wikipedia ved at udvide den. |